# Saint-Huruge
Saint-Huruge – miejscowość i gmina we Francji, w regionie Burgundia-Franche-Comté, w departamencie Saona i Loara.
Według danych na rok 1990 gminę zamieszkiwały 43 osoby, a gęstość zaludnienia wynosiła 11 osób/km² (wśród 2044 gmin Burgundii Saint-Huruge plasuje się na 867. miejscu pod względem liczby ludności, natomiast pod względem powierzchni na miejscu 1292.).